# Friedrich Paulus
Friedrich Wilhelm Ernst Paulus (Guxhagen, en Hesse, 23 de septiembre de 1890-Dresde, 1 de febrero de 1957) fue un general alemán durante la Segunda Guerra Mundial. Tuvo a su cargo el sexto ejército alemán y dirigió la frustrada invasión alemana a la ciudad soviética de Stalingrado. Fue ascendido por Adolf Hitler a mariscal de campo para que no se rindiera, ya que ningún mariscal se había rendido nunca en la historia alemana. Pero tras meses de resistencia y después de la muerte de la mayor parte de su ejército, cercado totalmente, enfermo, sin provisiones y en pleno invierno ruso, se rindió ante los soviéticos, finalizando así la batalla más sangrienta de la historia de la humanidad y que marcaría el fin del avance alemán en el Este y el primer revés que marcaría la futura victoria aliada.

## Biografía
Hijo del Tesorero en Jefe de Hesse-Nassau, intentó infructuosamente ingresar en 1909 como cadete en la Armada Imperial; no lo consiguió porque eran preferidos los hijos de aristócratas. Comenzó estudios de leyes en la Universidad de Marburgo, que abandonó para alistarse en el ejército imperial en febrero de 1910. Ingresó en el 111.º Regimiento de Infantería como oficial cadete. Por medio de la amistad que mantenía con unos nobles, Constantino y Efraín Rosetti-Solescu conoció y dos años más tarde, el 4 de julio de 1912, contrajo matrimonio con la aristócrata Elena Rosetti-Solescu (1889-†1949), de ascendencia rumana noble a la que coloquialmente llamaba Coca.
Paulus era conocido entre sus pares con el sobrenombre El Lord, debido a su extremado acicalamiento, sus modos aristocráticos adoptados; pero también era conocido por su cercanía con la tropa y sus buenos modales.
Hasta el comienzo de la Primera Guerra Mundial estuvo comisionado como Teniente Segundo en el 3.º Regimiento de Infantería de Baden. Cuando comenzó la contienda, formó como ayudante en el III Batallón del frente occidental, donde combatió en los Vosgos y cerca de Arrás en otoño de 1914. Tras una larga ausencia por enfermedad, en 1915 fue asignado al 2.º Regimiento de Cazadores Prusianos y dos años más tarde fue destinado como Oficial de Sección al Cuerpo Alpino, sirviendo en Macedonia, Francia y Serbia.
Ascendido a capitán, Paulus continuó en el diezmado ejército del Reichswehr resultante del Tratado de Versalles. Luchó junto con los Freikorps durante el Levantamiento Espartaquista.
Designado ayudante del 14.º Regimiento de Infantería en Constanza, más tarde fue asignado al 13.º Regimiento de Infantería de Stuttgart como Comandante de compañía. Se unió al II Grupo de Ejércitos en Kassel, y en 1930 se le asignó como instructor táctico de la 5.ª División de Infantería.

### Wehrmacht

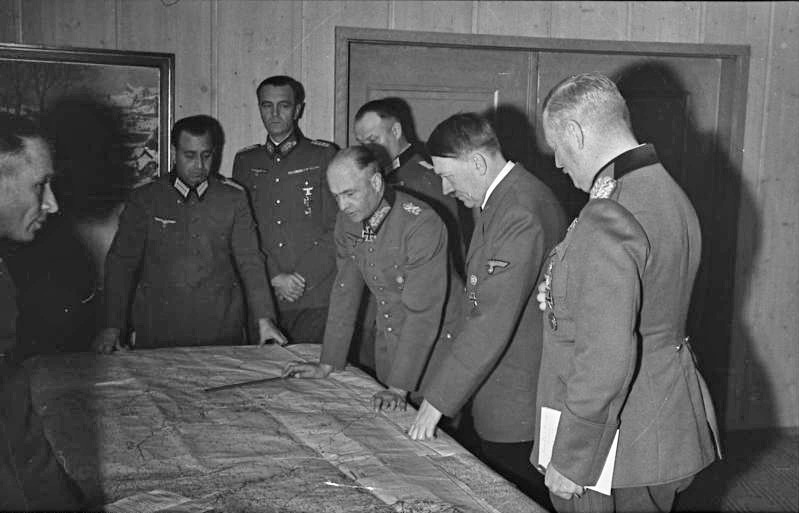
(Desde el fondo) Walter Warlimont, Friedrich Paulus (el más alto), Hitler, Wilhelm Keitel y Walther von Brauchitsch estudiando el desarrollo de la Operación Barbarroja en octubre de 1941

En la Wehrmacht, sirvió en varias secciones entre 1921 y 1933. En 1934 fue ascendido a teniente coronel y comandante de la 3.ª Sección de Transporte Motorizada. En septiembre de 1935 relevó a Guderian como jefe de Sección de las Tropas Mecanizadas (panzer). De mentalidad estrictamente monolítica, Paulus era un hombre que carecía de habilidad de estratega, pero era considerado un trabajador incansable, concienzudo y talentoso,  era en extremo diligente en cumplir las directivas que se le imponían, incapaz de tomar iniciativas en contra de sus superiores y carente de experiencia en el mando de grandes unidades del Heer. Heinz Guderian le tenía especial aprecio.
Considerado un experto en guerra motorizada, fue ascendido a Mayor General y asesor de instrucción para las cuatro divisiones ligeras en 1939, que comprendían dos regimientos de infantería motorizada, uno de reconocimiento y otro de artillería motorizada. Fue compañero, en la primera fase de la campaña de Rusia, de Claus von Stauffenberg.
Pocas jornadas antes del comienzo de la Segunda Guerra Mundial, fue nombrado Jefe de Sección del X Ejército Alemán, al mando de Walter von Reichenau quien le tomó  aprecio por sus dotes militares. Tomó parte en la invasión de Polonia el 1 de septiembre de 1939 y en las campañas de Holanda (donde el X Ejército fue renombrado como VI Ejército) y Bélgica.
En junio de 1940, ascendió a Teniente General, pasando a convertirse en Jefe del Estado Mayor del Ejército de Reichenau en septiembre.
Desde ese puesto, fue citado por Hitler para colaborar en el diseño de la Operación Barbarroja destinada a la invasión de la Unión Soviética, operación que Paulus consideraba una locura pero que acató con estoicismo militar. Durante el desarrollo de esta operación, aconsejó cortar la retirada a los rusos, evitando su repliegue hacia el interior. También le planteó a Hitler la necesidad de buscar ropa invernal para los soldados, en caso de que la guerra se extendiese, pero Hitler le prohibió que mencionase el tema de nuevo. El objetivo principal de la operación sería la conquista de Moscú.

### Al mando del 6.º Ejército

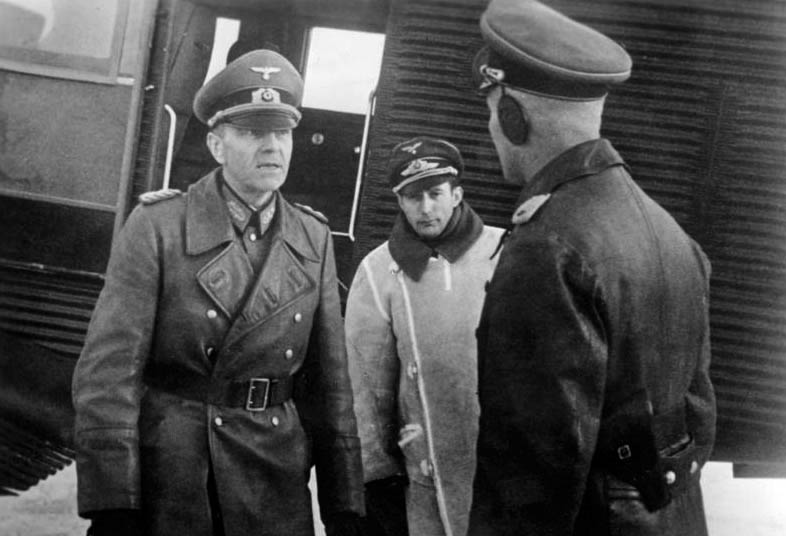
El general Paulus al momento de tomar el mando del VI Ejército en enero de 1942.

Nombrado comandante del 6.º Ejército alemán en diciembre de 1941, gracias a una recomendación del Mariscal de Campo Walter von Reichenau, tomó el mando del mismo el 1 de enero de 1942 con el rango de General. Libró la primera batalla en Dnipropetrovsk, donde contuvieron su avance, viéndose obligado a efectuar retiradas tácticas durante varios meses.
El 9 de mayo de 1942 fue atacado en Volchansk por un ejército de 640.000 hombres al mando de Semión Timoshenko. Paulus efectuó una nueva retirada táctica en dirección a Járkov, antes de ser rescatado por Ewald von Kleist y su I Ejército Panzer, que atacó el flanco sur de las tropas de Timoshenko.
Lanzó un contraataque el 20 de mayo de 1942, acabando con toda resistencia soviética antes del comienzo de junio. Las bajas enemigas ascendían a 240.000 hombres, lo que le valió la Cruz de Caballero.

### Stalingrado

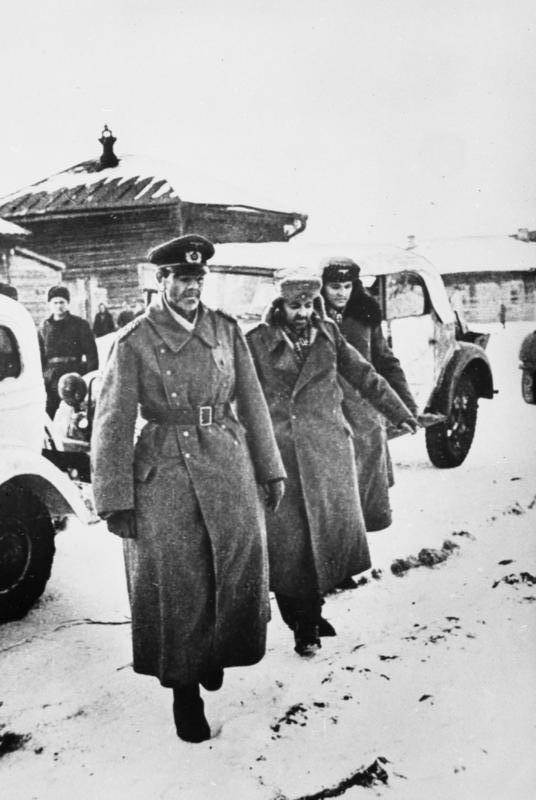
(Un año después) El Mariscal Paulus junto a su ayudante Wilhelm Adam y el general Arthur Schmidt rumbo al cautiverio soviético el 31 de enero de 1943.

En verano de ese mismo año, avanzó hacia Stalingrado, una gran urbe industrial que se extendía unos 50 km a lo largo de la orilla derecha (Oeste) del Volga. Era un importante nudo ferroviario en el tramo Moscú–Mar Negro. Carecía de puentes con la orilla opuesta del río. Estaba defendida con 400.000 hombres, 7000 cañones y medio millar de carros de combate.
El racionado suministro de combustible ralentizó el avance del ejército alemán, en detrimento del Grupo de Ejércitos A. El 23 de agosto alcanzaba la ciudad sobre el Volga, a cuyas puertas se detuvo esperando el bombardeo de la Luftwaffe. Al principio de la batalla de Stalingrado, los progresos alemanes fueron tan notables que Hitler la dio por conquistada. En efecto, la rapidez con que atacaron los alemanes fue tan sorpresiva que los soviéticos perdieron casi el 80% de la ciudad en menos de dos semanas. Solo faltaban por tomar las construcciones fortificadas de la orilla del Volga para obtener el éxito completo.
A mediados de septiembre apareció en escena el general Vassili Chuikov, subordinado de Zhúkov, al mando del 62.º Ejército Soviético. Con un férreo liderazgo, organizó la defensa de lo que les quedaba de ciudad, a sangre fría y con una implacabilidad de acero. Su determinación salvó a Stalingrado de caer en último momento en manos alemanas, al vencer la resistencia de sus enemigos.
La captura de la ciudad se convirtió en un duelo de voluntades entre Hitler y Stalin. El Führer insistió en la importancia simbólica de la plaza, mientras que Stalin prometió convertirla en tumba de la Wehrmacht. La lucha se transformó entonces en una guerra de guerrillas, casa por casa, fábrica por fábrica, jugando en ésta un importante papel los francotiradores. Por el lado soviético, varios alcanzaron la fama, entre ellos Vasili Záitsev, quien causó 149 bajas alemanas. Las bajas alemanas por la conquista de la ciudad fueron terroríficas, algunas compañías se vieron reducidas en pocas horas de combate a menos del 40% de sus efectivos. Se intentó por todos los medios capturar los muelles de la orilla norte del Volga, pero la acción fue abortada por batallones siberianos y cohetes Katiushas disparados desde el margen oriental del río.
A principios del mes de noviembre de 1942, las tropas germanas ocupaban el 90% de la ciudad. Batallones de tropas siberianas fueron transferidas desde Moscú. Este nuevo refuerzo fue significativo, pues frenó las intenciones de los alemanes de apoderarse de la orilla norte del Volga. Fue el momento elegido por los soviéticos al mando de Zhúkov para lanzar la Operación Urano, un contraataque dirigido contra los flancos de Paulus. Éstos, protegidos por tropas italianas, húngaras y rumanas, pobremente equipadas y no entrenadas para enfrentarse a divisiones blindadas, cedieron ante el empuje soviético, siendo cercado en pocos días el 6.º Ejército.
Hitler rehusó dar libertad de acción a Paulus, que deseaba retirarse, sino que le ordenó resistir «a cualquier precio». En diciembre un último intento de liberarle por parte del Grupo de Ejércitos del Don al mando del Mariscal Manstein, la llamada "Operación Tormenta de Invierno ", fracasó estrepitosamente.

### El final del 6.º Ejército
Hitler ascendió a Paulus al grado de mariscal de campo el 30 de enero de 1943, insinuándole que jamás ningún oficial de ese rango se había rendido al enemigo. La implicación del ascenso del Führer estaba clara: Paulus debía entregar su propia vida antes que dejarse capturar.
El panorama que tenían ante sí los soldados embolsados en el kessel o 'caldero' no podía ser más desastroso: había soldados hambrientos, heridos, con tifus, ateridos de frío. Cuando perdieron la única pista de abastecimientos fue el final; la mayoría se había encerrado en un supermercado con subterráneos llamado Univermag. Los soldados ya no tenían moral combativa. Además la ciudad ya tenía el aspecto de tumba, con un olor a descomposición cadavérica que la cubría por completo. El 90% de los edificios estaban destruidos y el escenario era dantesco. Finalmente, unos soldados soviéticos descendieron al subterráneo donde estaba Paulus y el resto del VI Ejército y le ofrecieron la rendición. Paulus aceptó el 2 de febrero de 1943. Cabe destacar que durante la batalla de Stalingrado Paulus enfermó de disentería pero rechazó ser reemplazado en sus funciones.
Antes de marchar hacia el cautiverio, los soldados alemanes tuvieron que despejar los escombros en la ciudad, recogieron a sus camaradas muertos y los dispusieron en pilas en las afueras de la ciudad para que fueran incinerados. Luego fueron trasladados en tren hacia Siberia, muriendo un gran número de los soldados durante el viaje y, más tarde, en los campos de concentración y de trabajo.
Aproximadamente 150.000 soldados alemanes encontraron la muerte durante la batalla y unos 90.000 fueron hechos prisioneros. Tras la guerra, solo 6.000 de ellos sobrevivieron y volvieron a Alemania.
La Gestapo, en represalia por la rendición, tomó prisioneros a sus hijos, Ernst y Olga, y fueron enviados a una prisión alpina y liberados en 1945. A la viuda se le conminó a renunciar a su apellido de casada, pero ella se negó.

### Cautiverio, liberación y muerte

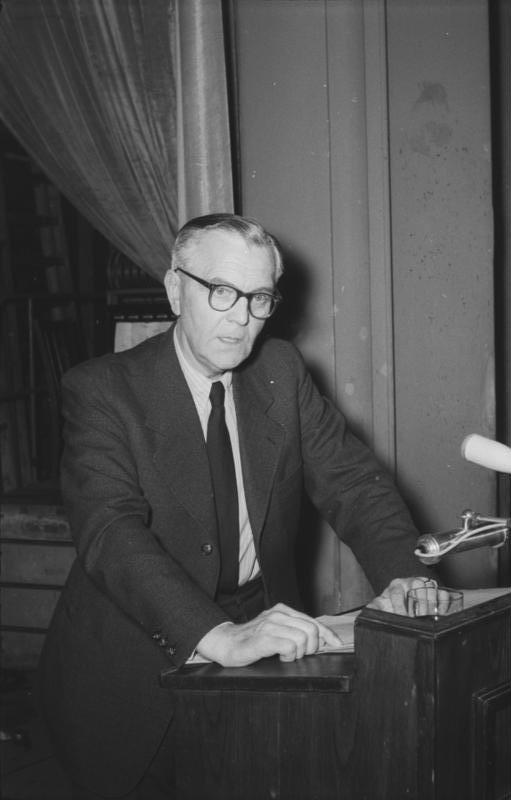
Friedrich Paulus en una conferencia en Berlín en 1954

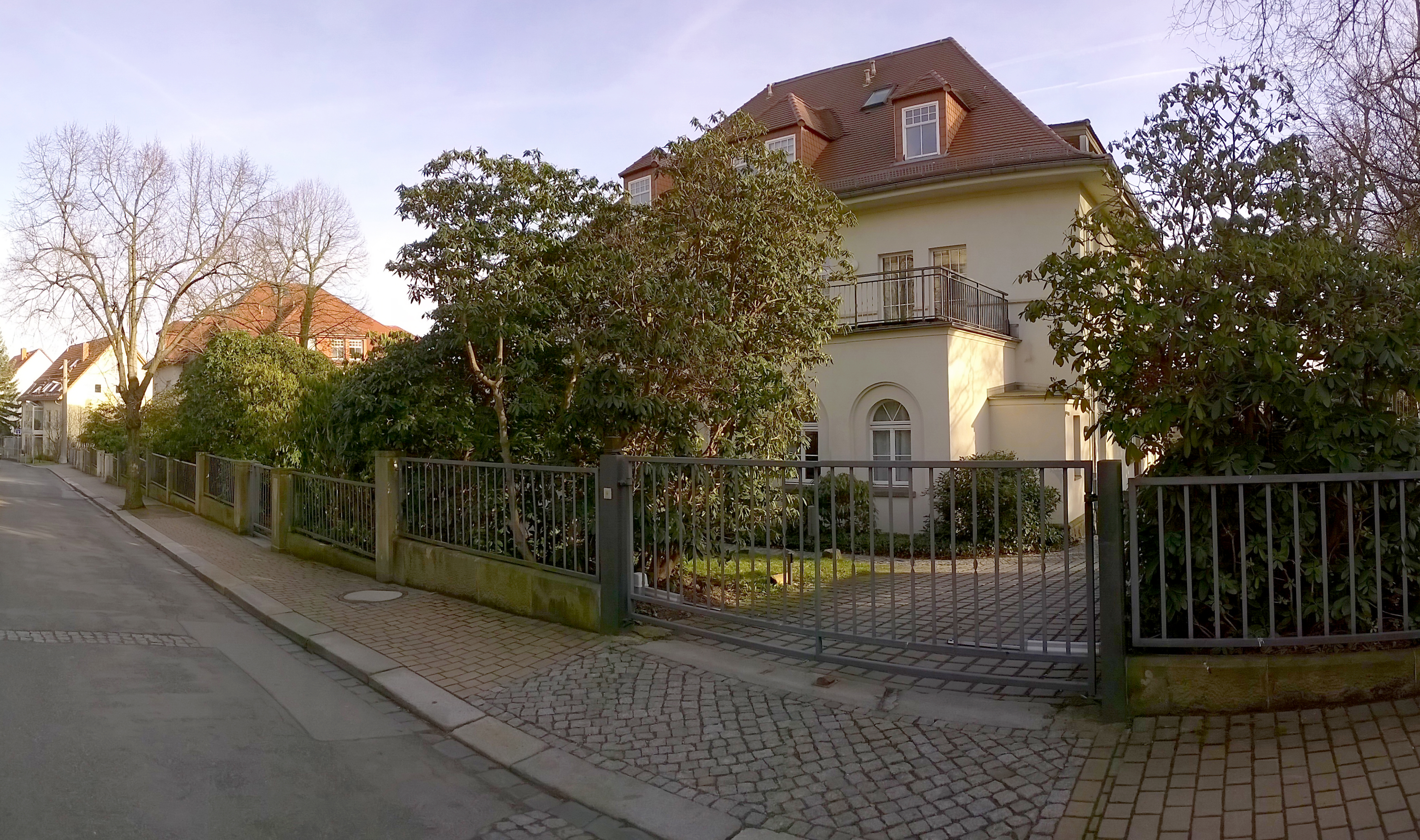
Villa Generalfeldmarschall Friedrich Wilhelm Ernst Paulus - Dresden Oberloschwitz

Paulus fue hecho prisionero por los soviéticos. Durante su cautiverio, criticó al régimen nazi y se unió al Comité Nacional por una Alemania Libre, pidiendo a los alemanes la rendición. Actuó como testigo en 1946 durante los Juicios de Núremberg.

## Vida final
Liberado definitivamente por los soviéticos en 1953, dos años antes de la repatriación de los últimos prisioneros de guerra alemanes, vivió en la ciudad de Dresde (entonces Alemania Oriental). Un par de años después de su liberación, ejerció como jefe civil del Instituto de Investigación Histórica Militar de la RDA, ocupación que tuvo hasta el fin. Su esposa Elena Rosetti-Solescu fallece 4 años después de su liberación. Desarrolló parálisis bulbar progresiva, una forma de esclerosis lateral amiotrófica, que le causó la muerte en una clínica de Dresde el 1 de febrero de 1957.

## Descendencia
Paulus tuvo tres hijos con Elena Rosetti-Solescu, Olga (1914-†2003) y los gemelos Ernst Alexander (1918-†1970) y Friedrich (1918-†1944), este último muerto en acción en la Batalla de Anzio.

## Aclaración sobre el nombre
Paulus también era y es conocido como «von Paulus». Este antefijo «von» de origen nobiliario en su nombre no es auténtico, sino una confusión, basada probablemente en el hecho de que la carrera de oficial en las fuerzas armadas alemanas era tradicionalmente habitual en las familias nobles para al menos uno de sus hijos. Muchos oficiales y generales alemanes poseían el título de «von» en sus nombres. Paulus, al contrario, no era de origen noble, era hijo de un oficial menor, razón por la que fue ascendido por Hitler al grado de general, ya que se veía reflejado en Paulus, un genio militar (desde el punto de vista del Führer) nacido en un entorno humilde.

## Condecoraciones
- Cruz de Hierro 2.ª Clase 1914 (Eisernes Kreuz 1914, II. Klasse)
- Cruz de Hierro 1.ª Clase 1914 (Eisernes Kreuz 1914 I Klasse)
- Orden al Mérito Militar 4.ª Clase con Espadas de Baviera (Bayersiche Militärverdienstorden, 4. Klasse mit Schwertern)
- Cruz de Caballero de 2.ª Clase con espadas de la Orden Zähringer Löwen (Orden vom Zähringer Löwen Ritterkreuz 2. Klasse mit Schwertern)
- Cruz al Mérito Militar de 2.ª Clase de Mecklenburg-Schwerin (Militärverdienstkreuz, 2. Klasse (Mecklenburg-Schwerin))
- Cruz al Mérito Militar de 1.ª Clase de Mecklenburg-Schwerin (Militärverdienstkreuz, 1. Klasse (Mecklenburg-Schwerin))
- Cruz por Mérito de Guerra de Sachsen-Meiningen (Verdienstkreuz im Krieg (Sachsen-Meiningen)
- Broche de la Cruz de Hierro 1939 de 2.ª Clase (1939 Spange zum Eisernen Kreuzes II. Klasse 1914) – 21 Set 1939
- Broche de la Cruz de Hierro 1939 de 1.ª Clase (1939 Spange zum Eisernen Kreuzes I. Klasse 1914) – 21 Dic 1939
- Mención en el Informe de las Fuerzas Armadas (Namentliche Nennung im Wehrmachtbericht) – 30 May 1942
- Mención en el Informe de las Fuerzas Armadas (Namentliche Nennung im Wehrmachtbericht) – 11 Ago 1942
- Mención en el Informe de las Fuerzas Armadas (Namentliche Nennung im Wehrmachtbericht) – 31 Ene 1943
- Mención en el Informe de las Fuerzas Armadas (Namentliche Nennung im Wehrmachtbericht) – 01 Feb 1943
- Mención en el Informe de las Fuerzas Armadas (Namentliche Nennung im Wehrmachtbericht) – 03 Feb 1943
- Orden de Miguel el Valiente 3.ª Clase (Rumania) Ordinul Mihai Viteazul Clasa 3) – 05 Feb 1943
- Orden de Miguel el Valiente 2.ª Clase (Rumania) Ordinul Mihai Viteazul Clasa 2) – 05 Feb 1943
- Orden de Miguel el Valiente 1.ª Clase (Rumania) Ordinul Mihai Viteazul Clasa 1) – 05 Feb 1943
- Cruz de Caballeros de la Cruz de Hierro (Ritterkreuz des Eisernen Kreuzes) – 26 Ago 1942
- Hojas de Robles para la RK N.º 178 (Ritterkreuz des Eisernen Kreuzes mit Eichenlaub Nr. 175) – 15 Ene 1945
- Medalla de Servicios de las Fuerzas Armadas de 1.ª Clase 25 años (Wehrmacht-Dienstauszeichnung 1. Klasse, 25 Jahre)
- Cruz de Honor de Combatiente del Frente 1914-1918 (Ehrenkreuz für Frontkämpfer)
- Medalla de la anexión de Austria (Medaille zur Erinnerung an den 13. März 1938)
- Medellla de Anexión de los Sudetes (Medaille zur Erinnerung an den 1. Oktober 1938)
- Broche de la Medalla de Anexión de los Sudetes (Spange zur Medaille zur Erinnerung an den 1. Oktober 1938)
- Orden de la Libertad de Finlandia, Cruz de 1.ª Clase con Espadas (Suomi Vapaudenristin Suurristi, VR 1 rt mk)
- Orden de Miguel el Valiente 1.ª Clase (Rumania) Ordinul Mihai Viteazul Clasa 1)
- Cruz al Mérito Militar de Austria-Hungría (Militärverdienstkreuz 3. Klass Österreich-Ungarn)
- Orden Militar 1.er Grado con hojas de Roble de Croacia (Hrvatska Vojnički red Željeznog Trolista 1 Stupnja s hrastovim lišćem)